# Église San Francesco del Prato
L'Église San Francesco del Prato est une église catholique romaine de style gothique, située au n°4 de la Piazzale San Francesco, en plein centre de Parme, en Italie. En face se dresse le Palais Cusani du XVe siècle.

## Histoire
Fondée par l'ordre franciscain, la première église sur ce site est construite entre 1227 et 1238. Leur école adjacente a autrefois abrité le théologien Bartolomeo Mastri. 
L'édifice est allongé et achevé vers 1462. La façade arbore une rosette gothique encadrée de terre cuite.
La nef comportait trois allées, séparées par des colonnes, avec une allée centrale plus élevée. Les pinacles de la coupole sont peints par Michele Anselmi. L'abside présente une fresque ancienne représentant le Christ Pantocrator, attribuée à Bernardino Grossi et à son gendre Jacopo Loschi.
L'Oratorio della Concezione (Oratoire de l'Immaculée Conception) est construit comme une chapelle annexe à l'église. Il est conçu par Bernardino Zaccagni (en) et Giovanni Francesco Ferrari d'Agrate au XVIe siècle. Il est décoré de fresques par Michelangelo Anselmi et Francesco Rondani en 1532-1533. Zaccagni a également conçu le clocher.
Jusqu'à ce qu'il soit pillé par les troupes napoléoniennes en 1803, l'autel principal de l'oratoire possédait une peinture de La Conception de Notre-Dame, par Girolamo Mazzola Bedoli et Pier Ilaro Mazzola. En 1816, la peinture est restaurée, mais est maintenant exposée à la Galerie nationale de Parme. Il y a une copie dans l'oratoire. La plupart des autres peintures autrefois présentes dans l'église ont été soit détruites, dispersées, soit sont maintenant dans l'église de la Santissima Trinità Vecchia, ou dans la Galerie nationale de Parme.
Après la suppression des rites en 1800, l'église devient une prison municipale. Des cellules sont installées dans la nef, ce qui entraîne le remplacement des fenêtres et le recouvrement des fresques. Le clocher abritait la cellule d'isolement pour les prisonniers spéciaux.

## Restauration
L'église est en cours de restauration.

Sur la façade, les fenêtres de la prison ont été fermées ; deux grandes fenêtres à lancettes simples, découvertes lors de la restauration, étaient en grande partie intactes. La porte de l'allée de gauche a été rouverte. Les fresques dans l'abside ont été partiellement restaurées.

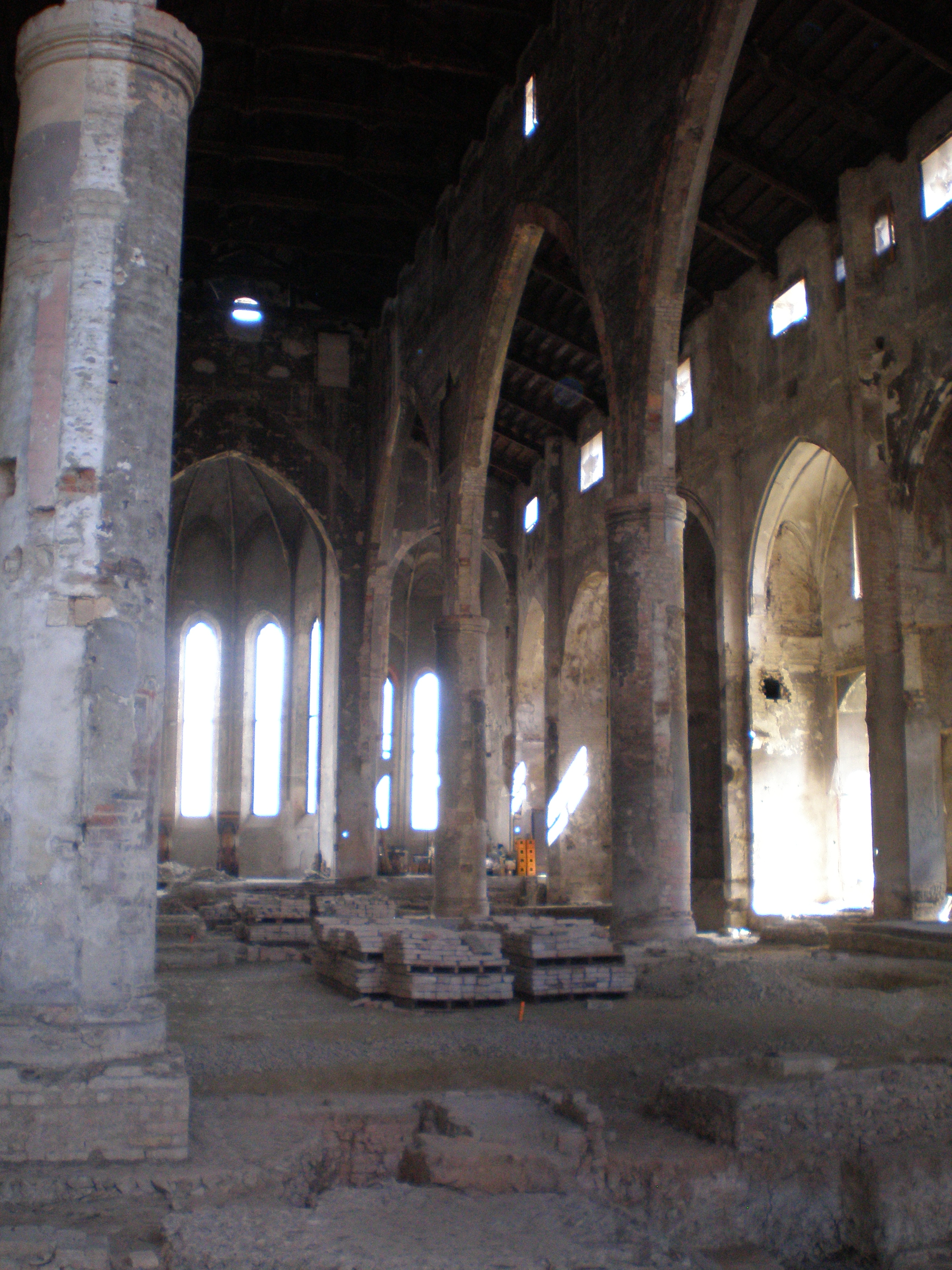
Intérieur de l'église